# The Sydney Morning Herald
The Sydney Morning Herald (SMH) är en dagstidning i broadsheet-format som utges av Fairfax Media i Sydney, Australien. Söndagsutgåvan, The Sun-Herald, publiceras i tabloidformat. Tidningen grundades 1831 under namnet Sydney Herald och är Australiens såväl som södra halvklotets äldsta tidning som fortfarande utges kontinuerligt. 